# Técnica de Meisner
A Técnica Meisner é uma abordagem à atuação que foi desenvolvida pelo praticante americano de teatro Sanford Meisner.
A Técnica Meisner é frequentemente confundida com o  "método" de atuação ensinado por Lee Strasberg, dado que ambos foram desenvolvidos a partir dos primeiros ensinamentos de Constantin Stanislavski. O foco da abordagem de Meisner é para o ator "sair de sua cabeça" de forma que se comporte instintivamente ao ambiente ao seu redor. Para esse fim, alguns exercícios para a Técnica de Meisner são fundamentados na repetição de tal forma que as palavras acabam sendo consideradas insignificantes comparadas a emoção subjacente. Na técnica de Meisner, há um foco maior no outro ator do que nos próprios pensamentos internos e sentimentos associados com o personagem prescrito.

## Componentes
O Treinamento Meisner é uma série de exercícios de treinamento construidos um sobre o outro. O estágio mais complexo dá a base para o comando do texto dramático. Os estudantes trabalham uma série progressivamente complexa de exercícios para desenvolver a habilidade de primeiramente improvisar, depois acessar vida emocional e finalmente trazer a espontaneidade da improvisação e a riqueza da resposta pessoal para o trabalho textual. A técnica desenvolveu a vertente comportamental da do Stanislavski. Ela é usada para desenvolver tanto a habilidade de improvisar quanto de interpretar um roteiro, e criar as características físicas de cada personagem.
Meisner desenvolveu sua técnica depois de trabalhar com Lee Strasberg e Stella Adler no Group Theatre e enquanto trabalhou como diretor do programa de atuação do Neighborhood Playhouse de Nova Iorque. Ele continuou seu refinamento por cinquenta anos.
"Em 1935, Sanford Meisner, um dos membros fundadores do The Group Theatre (junto com Stella Adler, Bobby Lewis, Harold Clurman, e Lee Strasberg), entrou para o corpo docente do The Neighborhood Playhouse. Ao longo dos anos, ele desenvolveu e aperfeiçoou o que é agora conhecida como a Técnica Meisner, um  procedimento passo-a-passo de auto-investigação para o ator, agora mundialmente reconhecida e entre as principais técnicas modernas de atuação."

Em 1980, um grupo de seus ex-alunos se reuniu para preservar seus ensinamentos para as gerações futuras. O diretor Sydney Pollack dirigiu a filmagem de uma aula magistral ensinada por Sanford Meisner, que foi transferida para filme digital em 2006. Esta filmagem, "The Sanford Meisner Master Class", é o único registro em video do próprio Sanford Meisner ensinando seus alunos.[carece de fontes?]

## Praticantes de Meisner
O William Esper Studio foi fundado em 1965 como uma escola de atuação em Manhattan, Nova Iorque. A escola é internacionalmente reconhecida como uma autoridade na técnica de atuação do Sanford Meisner. Seu fundador, William "Bill" Esper (1932—), é frequentemente referido como um dos mais bem-conhecidos professores da primeira geração de Meisner, e como seu aprendiz mais autêntico.

## Lista de atores treinados em Meisner
Atores que foram treinados na técnica de Meisner incluem:
- Alexandra Daddario
- Amanda Setton
- Amy Schumer
- Christoph Waltz
- Diane Keaton
- Grace Kelly
- Griffin Dunne
- James Gandolfini
- Jeff Goldblum
- João Vithor Oliveira[6]
- Joakim Nätterqvist
- Jon Voight
- Karl Urban
- Keiko Agena
- Maria Pitillo
- Mark Rydell
- Mary Steenburgen
- Michelle Meyrink
- Nestor Carbonell
- Robert Duvall
- Sandra Peabody
- Stephen Colbert
- Sydney Pollack
- Tatiana Maslany
- Tom Cruise
- Wil Wheaton